# Dècada del 1460

## Esdeveniments
- Les Illes Canàries passen a domini castellà
- Fi de la civilització maia
- Continua la Guerra de les Dues Roses
- Primer rei Songhai
- Guerra civil catalana
- Unió dinàstica de la Corona d'Aragó i la Corona de Castella per matrimoni

## Personatges destacats
- Marsilio Ficino
- Carles I de Borgonya
- François Villon
- Vlad Ţepeş
- Ferran el Catòlic
- Isabel I de Castella